# Sinpunctiptilia
Genre
Sinpunctiptilia est un genre de lépidoptères (papillons) de la famille des Pterophoridae.

## Liste d'espèces
Selon BioLib (22 octobre 2020) :
- Sinpunctiptilia emissalis Walker, 1864
- Sinpunctiptilia tasmaniae Arenberger, 2006

## Publication originale
- (de) Ernst Arenberger, « Beitrag zur Fauna Australiens (Lepidoptera, Pterophoridae) », Zeitschrift der Arbeitsgemeinschaft Österreichischer Entomologen, vol. 58,‎ 6 décembre 2006, p. 111-124 (ISSN 0375-5223, lire en ligne).